# Phosphore (substance)
Ne pas confondre avec l'élément chimique phosphore

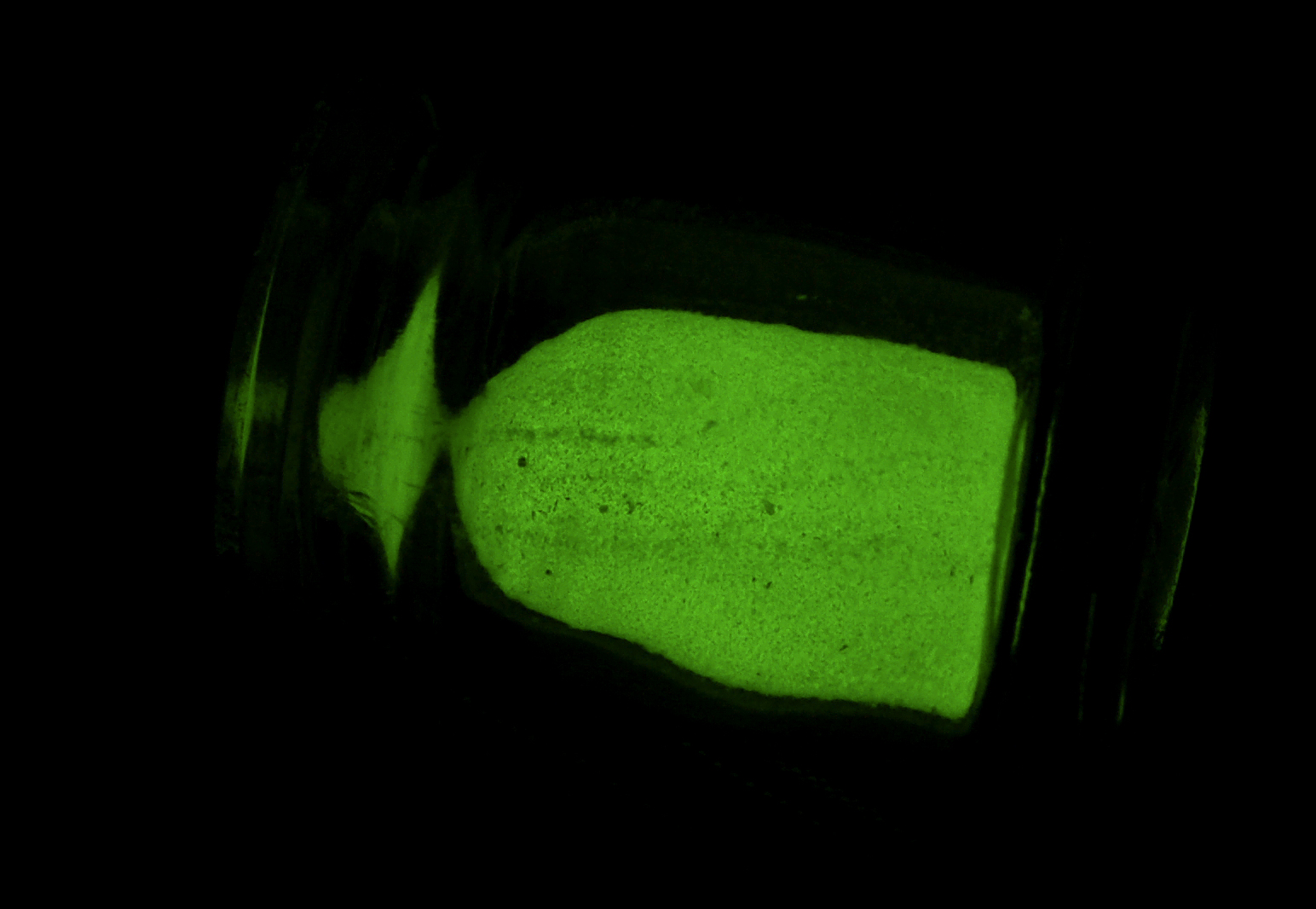
Exemple de phosphorescence.

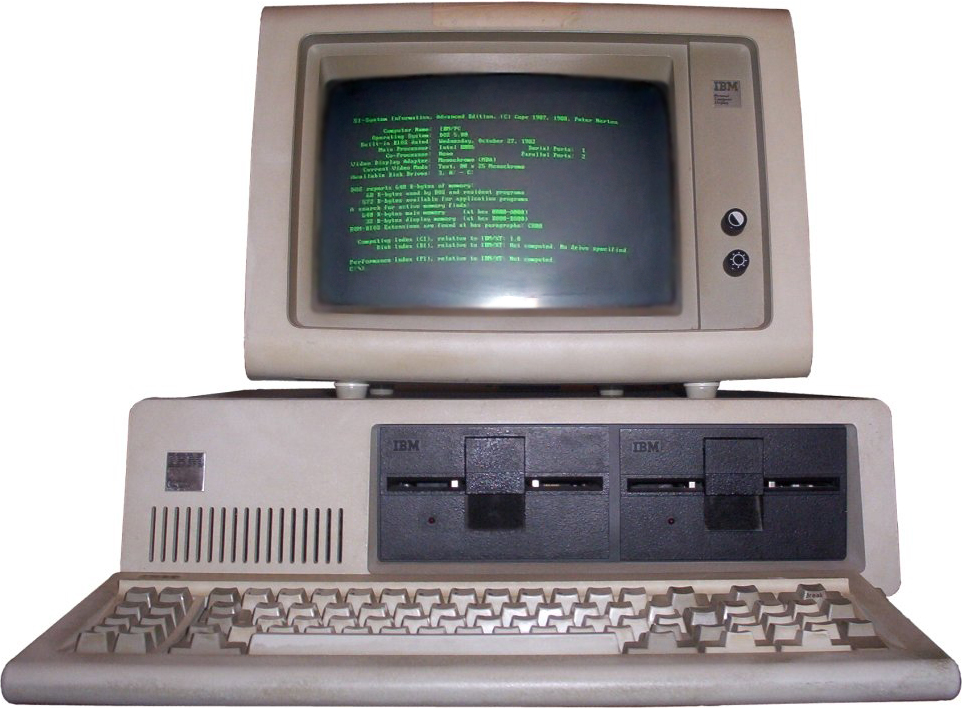
Moniteur monochrome.

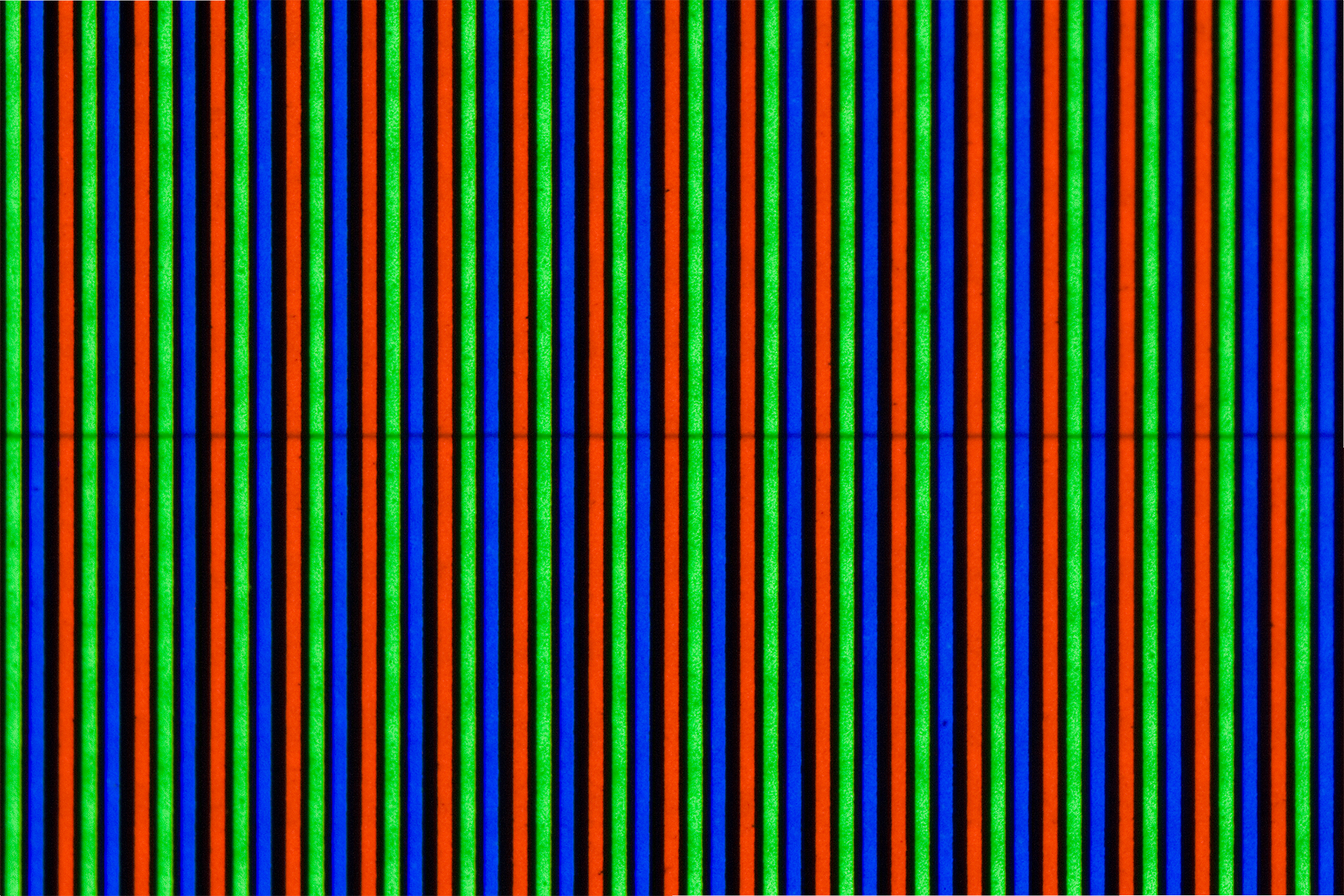
Phosphores d'un écran cathodique à

Un phosphore est une substance chimique qui présente le phénomène de luminescence ; il émet de la lumière lorsqu’il est exposé à un certain type d’énergie rayonnante. Le terme est utilisé à la fois pour les substances fluorescentes ou phosphorescentes qui brillent lorsqu’elles sont exposées à la lumière ultraviolette ou visible, et pour les substances cathodoluminescentes qui brillent lorsqu’elles sont frappées par un faisceau d'électrons (rayons cathodiques) dans un tube cathodique.
Lorsqu’un phosphore est exposé à un rayonnement, les électrons orbitaux de ses molécules sont excités à un niveau d’énergie plus élevé ; lorsqu’ils reviennent à leur niveau précédent, ils émettent l’énergie sous forme de lumière d’une certaine couleur. Les phosphores peuvent être classés en deux catégories : les substances fluorescentes qui émettent l’énergie immédiatement et cessent de briller lorsque le rayonnement excitant est éteint, et les substances phosphorescentes qui émettent de l’énergie après un certain délai, de sorte qu’elles continuent à briller après l’arrêt du rayonnement, diminuant en luminosité sur une période de quelques millisecondes à quelques jours.
Les matériaux fluorescents sont utilisés dans des applications dans lesquelles le phosphore est continuellement excité : tubes cathodiques (CRT) et écrans vidéo à plasma, écrans de fluoroscope, lampes fluorescentes, détecteurs à scintillation, LED blanches et peintures luminescentes pour l’art de la lumière noire. Les matériaux phosphorescents sont utilisés lorsqu’une lumière persistante est nécessaire, comme les cadrans de montre phosphorescents et les instruments d’avion, et dans les écrans radar pour permettre aux « blips » cibles de rester visibles pendant la rotation du faisceau radar. Les phosphores pour CRT ont été normalisés à partir de la Seconde Guerre mondiale et désignés par la lettre « P » suivie d’un chiffre.
Le phosphore, l’élément chimique luminescent qui donne son nom aux phosphores, émet de la lumière en raison de la chimiluminescence et non de la phosphorescence.

## Processus d’émission de lumière

Le diagramme de Jablonski montre les niveaux d’énergie d’un atome fluorescent dans un phosphore. Un électron du phosphore absorbe un photon de haute énergie du rayonnement appliqué, l’excitant à un niveau d’énergie plus élevé (flèche bleue). Après avoir perdu de l’énergie lors de transitions non radiatives (flèches rouges), il finit par revenir à son niveau d’énergie de l’état fondamental par fluorescence, émettant un photon de plus faible énergie dans la région de la lumière visible (flèche verte).

Le processus de scintillation dans les matériaux inorganiques est dû à la structure de bande électronique présente dans les cristaux. Une particule entrante peut exciter un électron de la bande de valence vers la bande de conduction ou la bande des excitons (située juste en dessous de la bande de conduction et séparée de la bande de valence par un trou d’énergie). Cela laisse un trou associé derrière, dans la bande de valence. Les impuretés créent des niveaux électroniques dans la bande interdite.
Les excitons sont des paires électron-trou faiblement liées qui errent à travers le réseau cristallin jusqu’à ce qu’elles soient capturées dans leur ensemble par des centres d’impuretés. Ils se désexcitent ensuite rapidement en émettant une lumière de scintillation (composante rapide).
Dans la bande de conduction, les électrons sont indépendants de leurs trous associés. Ces électrons et ces trous sont capturés successivement par des centres d’impuretés excitant certains états métastables non accessibles aux excitons. La désexcitation retardée de ces états d’impuretés métastables, ralentie par le recours au mécanisme interdit à faible probabilité, entraîne à nouveau une émission de lumière (composante lente). Dans le cas des scintillateurs inorganiques, les impuretés activatrices sont généralement choisies de manière que la lumière émise soit dans le domaine visible ou dans l’UV proche, où les photomultiplicateurs sont efficaces.
Les phosphores sont souvent des composés de métaux de transition ou des composés de terres rares de différents types. Dans les phosphores inorganiques, ces inhomogénéités dans la structure cristalline sont généralement créées par l’ajout d’une quantité infime de dopants, des impuretés appelées activateurs (en) (dans de rares cas, des dislocations ou d’autres défauts cristallins peuvent jouer le rôle de l’impureté). La longueur d’onde émise par le centre d’émission dépend de l’atome lui-même et de la structure cristalline environnante.

## Matériaux
Les phosphores sont généralement fabriqués à partir d’un matériau hôte approprié avec un activateur ajouté. Le type le plus connu est le sulfure de zinc (ZnS) activé par le cuivre ZnS:Cu et le sulfure de zinc activé par l’argent ZnS:Ag.
Les matériaux hôtes sont généralement des oxydes, des nitrures et des oxynitrures, des sulfures, des séléniures, des halogénures ou des silicates de zinc, de cadmium, de manganèse, d’aluminium, de silicium ou de divers métaux de terres rares. Les activateurs prolongent le temps d’émission (rémanence). À leur tour, d’autres matériaux (tels que le nickel) peuvent être utilisés pour éteindre la rémanence et raccourcir la partie décroissance des caractéristiques d’émission de phosphore.
De nombreuses poudres de phosphore sont produites dans des procédés à basse température, tels que le procédé sol-gel, et nécessitent généralement un post-recuit à des températures de ~1000 °C, ce qui n’est pas souhaitable pour de nombreuses applications. Cependant, une bonne optimisation du procédé de croissance permet aux fabricants d’éviter le recuit.
Les luminophores utilisés pour les lampes fluorescentes nécessitent un procédé de production en plusieurs étapes, avec des détails qui varient en fonction du phosphore particulier. Les matériaux bruts doivent être broyés pour obtenir la plage de taille de particule souhaitée, car les grosses particules produisent un revêtement de lampe de mauvaise qualité et les petites particules produisent moins de lumière et se dégradent plus rapidement. Pendant la cuisson du phosphore, les conditions du procédé doivent être contrôlées pour éviter l’oxydation des activateurs de phosphore ou la contamination provenant des récipients du procédé. Après le broyage, le phosphore peut être lavé pour éliminer l’excès mineur d’éléments activateurs. Les éléments volatils ne doivent pas s’échapper pendant le traitement. Les fabricants de lampes ont modifié la composition des phosphores pour éliminer certains éléments toxiques précédemment utilisés, tels que le béryllium, le cadmium ou le thallium.
Les paramètres couramment cités pour les phosphores sont la longueur d'onde d’émission maximale (en nanomètres, ou alternativement la température de couleur en kelvins pour les mélanges de blancs), la largeur du pic (en nanomètres à 50 % d’intensité) et le temps de décroissance (en secondes).
Exemples :
- Le sulfure de calcium avec du sulfure de strontium et du bismuth comme activateur, (Ca,Sr)S:Bi, produit de la lumière bleue avec des durées de rémanence allant jusqu’à 12 heures, le rouge et l’orange sont des modifications de la formule du sulfure de zinc. La couleur rouge peut être obtenue à partir du sulfure de strontium.
- Le sulfure de zinc avec environ 5 ppm d’un activateur de cuivre est le phosphore le plus courant pour les jouets et les articles phosphorescents. Il est également appelé phosphore GS.
- Un mélange de sulfure de zinc et de sulfure de cadmium émet une couleur fonction de leur rapport ; l’augmentation du contenu en CdS déplace la couleur de sortie vers des longueurs d’onde plus longues ; sa persistance varie entre 1 et 10 heures.
- L'aluminate de strontium activé par l’europium ou le dysprosium, SrAl2O4:Eu(II):Dy(III), est un matériau développé en 1993 par l’ingénieur de Nemoto & Co., Yasumitsu Aoki, avec une luminosité plus élevée et une rémanence nettement plus longue ; il produit des teintes vertes et aqua, où le vert donne la luminosité la plus élevée et l’aqua la plus longue rémanence[5],[6]. SrAl2O4:Eu:Dy est environ 10 fois plus brillant, 10 fois plus persistant et 10 fois plus cher que ZnS:Cu[5]. Les longueurs d'onde d’excitation de l’aluminate de strontium varient de 200 à 450 nm. La longueur d’onde de sa formulation verte est de 520 nm, sa version bleu-vert émet à 505 nm et la bleue émet à 490 nm. Des couleurs avec des longueurs d’onde plus longues peuvent également être obtenues à partir de l’aluminate de strontium, mais au prix d’une certaine perte de luminosité.

## Dégradation du phosphore
De nombreux phosphores ont tendance à perdre de leur efficacité progressivement par plusieurs mécanismes. Les activateurs peuvent subir un changement de valence (généralement une oxydation), le réseau cristallin se dégrade, des atomes – souvent les activateurs – diffusent à travers le matériau, la surface subit des réactions chimiques avec l’environnement avec pour conséquence une perte d’efficacité ou l’accumulation d’une couche absorbant l’énergie d'excitation et/ou rayonnée, etc.
La dégradation des dispositifs électroluminescents dépend de la fréquence du courant d’alimentation, du niveau de luminance et de la température ; l’humidité altère également très sensiblement la durée de vie du phosphore.
Les matériaux plus durs, à point de fusion élevé et insolubles dans l’eau présentent une tendance plus faible à perdre de la luminescence en fonctionnement.
Exemples :
- Le BaMgAl10O17:Eu2+ (BAM), un phosphore pour écran plasma, subit une oxydation du dopant pendant la cuisson. Trois mécanismes sont en jeu ; l’absorption des atomes d’oxygène dans les zones vacantes en oxygène à la surface du cristal, la diffusion de l’Eu(II) le long de la couche conductrice et le transfert d’électrons de l’Eu(II) vers les atomes d’oxygène absorbés, conduisant à la formation d’Eu(III) avec perte d’émissivité correspondante[8]. Un revêtement mince de phosphate d'aluminium ou de phosphate de lanthane(III) est efficace pour créer une couche barrière bloquant l’accès de l’oxygène au phosphore BAM, au prix de la réduction de l’efficacité du phosphore[9]. L’ajout d’hydrogène, agissant comme un agent réducteur, à l’argon dans les écrans plasma prolonge considérablement la durée de vie du phosphore BAM:Eu2+, en réduisant les atomes d’Eu(III) à Eu(II)[10].
- Les phosphores Y2O3:Eu soumis à un bombardement d’électrons en présence d’oxygène forment une couche non phosphorescente à la surface, où les paires électron-trou se recombinent de manière non radiative via des états de surface[11].
- Le ZnS:Mn, utilisé dans les dispositifs électroluminescents en couche mince AC (ACTFEL), se dégrade principalement en raison de la formation de pièges profonds, par réaction des molécules d’eau avec le dopant ; les pièges agissent comme des centres de recombinaison non radiative. Les pièges endommagent également le réseau cristallin. Le vieillissement du phosphore entraîne une diminution de la luminosité et une tension de seuil élevée[12].
- Les phosphores à base de ZnS dans les tubes cathodiques et les FED se dégradent par excitation de surface, lésions coulombiennes, accumulation de charge électrique et extinction thermique. Les réactions de surface stimulées par les électrons sont directement corrélées à la perte de luminosité. Les électrons dissocient les impuretés de l’environnement, les espèces réactives de l’oxygène attaquent alors la surface et forment du monoxyde de carbone et du dioxyde de carbone avec des traces de carbone, et de l’oxyde de zinc et du sulfate de zinc non radiatifs en surface ; l’hydrogène réactif élimine le soufre de la surface sous forme de sulfure d'hydrogène, formant une couche non radiative de zinc métallique. Le soufre peut également être éliminé sous forme d’oxydes de soufre[13].
- Les phosphores ZnS et CdS se dégradent par réduction des ions métalliques par les électrons capturés. Les ions M2+ sont réduits à M+ ; deux M+ échangent ensuite un électron et deviennent un ion M2+ et un atome M neutre. La réduction du métal peut être observée sous la forme d’un assombrissement visible de la couche de phosphore. L’assombrissement (et la perte de luminosité) est proportionnel à l’exposition du phosphore aux électrons et peut être observé sur certains écrans CRT qui affichaient la même image (par exemple, l’écran de connexion d’un terminal) pendant de longues périodes[14].
- Les aluminates alcalino-terreux dopés à l’europium(II) se dégradent par formation de centres de couleur[7].
- Y2SiO5:Ce3+ se dégrade par perte d’ions luminescents Ce3+[7].
- Zn2SiO4:Mn (P1) se dégrade par désorption de l’oxygène sous l’effet d’un bombardement d’électrons[7].
- Les phosphores oxyde peuvent se dégrader rapidement en présence d’ions fluorure, restant à cause de l’élimination incomplète du flux de la synthèse du phosphore[7].
- Les phosphores faiblement liés, par exemple en présence d’un excès de gel de silice (formé à partir du liant de silicate de potassium), ont tendance à surchauffer localement en raison d’une faible conductivité thermique. Par exemple InBO3:Tb3+ est sujet à une dégradation accélérée à des températures plus élevées[7].